# The Story of Jewel City
The Story of Jewel City ist ein US-amerikanischer Fantasy-Stummfilm, der anlässlich der Panama-Pacific International Exposition im Jahr 1915 gedreht wurde. Er sollte sowohl an die 1914 erfolgte Eröffnung des Panamakanals erinnern als auch darauf aufmerksam machen, dass die Stadt San Francisco nach dem Erdbeben des Jahres 1906 zu neuer Blüte erwacht war.

## Handlung
Von der Stadt San Francisco blieben nur wenige Säulen, verlassene Portale einer vergangenen Zeit. Eines Tages schreitet eine Fee, die Fee der Portale, durch sie hindurch. In Erinnerung an die Vergangenheit fängt sie die Kälte des Mohns und den Duft der Rosen ein und mischt daraus einen magischen Trank. Diesen verteilt sie über die wiedererstandene Stadt, damit man dort nie vergisst, wie freundlich die Welt früher war. Ein Flug der Fee über San Francisco zeigt deren Schönheit, präsentiert die bedeutendsten Gebäude.
Die kleine Soldatenfee lebt in einem unglücklichen Land zwischen Schutt und Toten. Für sie wird die Fee der Portale zu einer Botschafterin des Friedens. Sowohl die Friedenstaube als auch ihr Flug in die Arme der Fee der Portale führen sie zu Glück und Liebe. Die Portale der Gegenwart öffnen sich für die Bürger der Welt von heute.